# ویلیام والتون
ویلیام والتون (انگلیسی: William Walton؛ ۲۹ مارس ۱۹۰۲ – ۸ مارس ۱۹۸۳) یک آهنگساز و رهبر موسیقی اهل بریتانیا بود.
ویلیام والتون هنرمندی به‌شدت کمال‌گرا بود طی دوران فعالیت ۶۰ ساله‌اش، آثار متاوتی را در سبک‌ها و شاخه‌های گوناگون موسیقی چون موسیقی کلاسیک، اپرا و موسیقی فیلم خلق کرد.

## گزیدهٔ آثار سینمایی
- نبرد بریتانیا (۱۹۶۹)
- ریچارد سوم (۱۹۵۵)
- هملت (۱۹۴۸)
- هنری پنجم (۱۹۴۴)
- زندگی ربوده‌شده (۱۹۳۹)
- هر طور شما دوست دارید (۱۹۳۶)